# Dobri Otok
Koordinati:   43°09′15″N, 16°21′38″E
Dobri Otok je nenaseljen otoček v skupini Peklenskih otokov v srednji Dalmaciji. Otoček leži okoli 0,5 km južno od rta Kovač na otoku Svetega Klementa. Površina otočka je 0,297 km², dolžina obale meri 2,79 km. Najvišji vrh je visok 52 mnm.